# Basketball Löwen Braunschweig
Maillots
Les Basketball Löwen Braunschweig est un club allemand de basket-ball issu de la ville de Brunswick. Le club appartient à la Basketball-Bundesliga soit le plus haut niveau du basket-ball allemand.

## Historique
En mai 2020, le joueur NBA Dennis Schröder, formé à Braunschweig, rachète les 30 % du capital du club qu'il ne possédait pas encore pour en devenir l'unique propriétaire.

## Résultats sportifs

### Palmarès
| Compétitions nationales                   | Compétitions internationales |
| - Coupe d'Allemagne : - Finaliste : 2011. | - Néant                      |

## Joueurs et personnalités du club

### Entraîneurs
Le tableau suivant présente la liste des entraîneurs du club depuis 2000.
| Rang | Nom                  | Période   |
| ---- | -------------------- | --------- |
| 1    | John Van Crombruggen | 2000      |
| 2    | Liviu Calin          | 2000      |
| 3    | Brad Dean            | 2000      |
| 4    | Henrik Dettmann      | 2001      |
| 5    | Ken Scalabroni       | 2001-2004 |

| Rang | Nom                 | Période   |
| ---- | ------------------- | --------- |
| 6    | Henrik Dettmann     | 2004-2006 |
| 7    | Emir Mutapčić       | 2006-2009 |
| 8    | Sebastian Machowski | 2009-2012 |
| 9    | Kostas Flevarakis   | 2012-2013 |
| 10   | Raoul Korner        | 2013-2016 |

| Rang | Nom            | Période   |
| ---- | -------------- | --------- |
| 11   | Frank Menz     | 2016-2019 |
| 12   | / Peter Strobl | 2019-     |

### Joueurs emblématiques
- Scooter Barry
- Heiko Schaffartzik
- Dennis Schröder
- Stephen Arigbabu
- Szymon Szewczyk
- Joakim Blom
- Zack Wright
- Tim Abromaitis
- Luka Žorić
- Eric Boateng
- Luboš Bartoň
- Kenny Kadji
- Harding Nana

## Identité du club

### Noms successifs
- 2000 - 2001 : Metabox Braunschweig
- 2001 - 2002 : StadtSport Braunschweig
- 2002 - 2003 : TXU Energie Braunschweig
- 2003 - 2006 BS Energy Braunschweig
- 2006 - 2014 : New Yorker Phantoms Braunschweig
- 2014 - : Basketball Löwen Braunschweig

### Logo du club
Le logo du club a changé en fonction des noms pris par le club. À partir de 2014, le club adopte comme emblème le lion, symbole de la ville de Brunswick depuis le Moyen Âge (löwen signifie lion en allemand). Avec la prise de possession du club par l'ancien joueur de NBA Dennis Schröder, le logo du club est modifié pour adopter les nouvelles couleurs du club, le noir et or.

Ancien logo (2006-2014)

### Affluences
Moyenne de spectateurs/match:
- 2011-2012: 3 397
- 2012-2013: 3 307
- 2013-2014: 3 464
- 2014-2015: 2 998
- 2015-2016: 3 098
- 2016-2017: 2 489
- 2017-2018: 2 775
- 2018-2019: 3 401
- 2019-2020: 0